# غريغ كينت
غريغ كينت (بالإنجليزية: Greg Kent)‏ هو لاعب كرة قدم أمريكية أمريكي، ولد في 18 يوليو 1943 في إلكورن في الولايات المتحدة.